# Hugues Ier d'Oisy
Hugues Ier d'Oisy (avant 1049-1110), seigneur d'Oisy et de Crèvecœur, châtelain de Cambrai.

## Histoire
Jean, un tyran, avoué d’Arras épouse Ermengarde (ou Ermentrude), veuve de Gauthier II d'Oisy et brigue auprès de Gérard, évêque de Cambrai, l’emploi de châtelain. Le comte Baudoin chasse Jean avec ignominie. Liébert est nommé évêque de Cambrai par l'Empereur Henri, roi des Lothariens et Hugues, neveu du défunt Gauthier III, est mandé, lequel était légitime héritier de cette charge (1049). 
Faute d'héritiers directs, c'est Ade d'Oisy, qui hérite des titres et biens de la Maison d'Oisy pour son fils Hugues à la mort de Gauthier III d'Oisy, son frère mort en bas âge. Il aura pour tuteurs choisis par l’évêque sa tante, Adèle d'Oisy et son oncle, homme probe et brave, Anselme Ier d'Ostrevent, châtelain de Valenciennes, comte d’Ostrevent, sire de Bouchain, Ribemont, Château-Porcien et bien d'autres fiefs en Flandre, père du fameux AnselmeII de Ribemont, l’un des héros de la première croisade. 
Châtelain de Cambrai, il est le seigneur du Cambrésis. Il augmentera ses possessions en obtenant les droits vicomtiers de la ville forte d'Arleux, qu'ils tiennent en fief de l'évêque d'Arras. Il y construira le château du Forestel dès le début du XIe siècle.

## Généalogie
Hugues Ier d'Oisy, châtelain de Douai, est le fils d'Ade d'Oisy et d'Hugues de Montigny, c'est le petit-fils de Wautier d'Oisy et Ermentrude de Chièvres fils de Wautier de Cambrai et N d'Oisy.
Marié en 1065 à Ade de Mons, fille de Gossuin Ier de Mons et d'Ermengarde de Chaumont et nièce de Richilde de Hainaut, comtesse de Mons.
Il a pour descendants :
- Hugues II d'Oisy (1075-1139) ;
- Fastre Ier d'Oisy (mort après 1098), époux d'Ide d'Avesnes, père de Gossuin d'Oisy, l'éducateur de Gilles de Chin ;
- Simon d'Oisy-Inchy[5] (mort avant 1111) ;
- Ade d'Oisy, épouse du seigneur de Marchion ;
- une fille, mariée à Amauri de Vermandois, fils aîné de Sohier de Vermandois ;
- Simon d'Oisy.

## Châtelain de Cambrai
Malgré son mariage avec une nièce de l'évêque Gérard, Ade de Mons, Hugues prend toujours le parti des bourgeois de Cambrai devant l'évêque. Il est systématiquement décrit par les chroniqueurs de l'évêché comme un homme mauvais et de peu de foi.
- Dès la majorité d'Hugues, il est présenté comme un homme turbulent, félon et ingrat. Baldéric, chroniqueur du Cambrésis et contemporain d'Hugues Ier d'Oisy, nous livre une description détaillée des agissements de ce châtelain de Cambrai particulièrement turbulent :
  - Il a pour tuteur un homme réputé pour sa sagesse et son discernement, Anselme de Valenciennes, mais dès l'approche de sa majorité, il se révèle difficile et incontrôlable. Malgré cela, il pilla les biens de son oncle Liébert sans ménagement et mis en coupe réglée ses possessions. Chassé de ses repaires successifs, il est alors excommunié. Tombé amoureux d'Ade de Mons, il fait amende honorable auprès de son oncle[7] le temps d'obtenir sa main, en 1065, puis recommence dès 1066 ses rapines, avec pour conséquence immédiate d'être déchu de la châtellenie de Cambrai. En 1070, retiré sur ses terres d'Oisy, il enlève et humilie le prélat après avoir assassiné son prévôt de ses mains[8].
  - Le comte de Flandre, son beau-frère, se résout alors à libérer l'évêque. Liébert, jusque-là décrit comme miséricordieux, chasse et contraint à l'exil Hugues qui ne reviendra sur ses terres qu'en 1076, après la mort du prélat[9],[10].
  - Gérard II, successeur de Liébert, vit le retour d'Hugues à la châtellenie mais lui en refusa le profit. Cela ne tarda pas à provoquer des représailles de la part d'Hugues qui pille les revenus de l'évêché dans l'Arrageois. La réponse ne se fit pas attendre : Hugues est pourchassé à nouveau par le comte de Flandre et se réfugie en Angleterre en 1080[11]. Son frère, Gauthier de Montigny, châtelain de Douai, y possède des fiefs dans le Surrey, Somerset et Devon[12].
  - De nouveau de retour à la mort de Gérard II en 1092, Hugues poursuivra de manière plus prudente ses exactions. Même déchu de son titre et des profits de la châtellenie de Cambrai, il reste un puissant seigneurs pourvu de bons capitaines, parents ou alliés. L'évêque Manassès, dans une lettre de décembre 1095, l'appelle Illustre Chevalier, son Baron[13]. En 1096, il est à la tête de la noblesse au tournoi d'Anchin.
  - Malgré tout, il n'obtiendra plus la châtellenie qui fut tenue par Godefroy de Ribemont en 1105 puis par Robert, comte de Flandre, en 1107 jusqu'à sa mort en 1110.

- Les chroniques de Baldéric ne mentionnent que les différends survenus entre Hugues d’Oisy et l’évêque de Cambrai, mais les mauvais penchants du seigneur d’Oisy ne se limitèrent pas à l’usurpation des biens ecclésiastiques. Il faisait en outre piller par ses adhérents ce qui était à sa convenance dans les censes et villages, obligeant le soir les moines de Saint-Aubert de recevoir dans leur enclos le butin qu’il avait enlevé dans le jour. Il n’y avait pour eux de fête que le jour où il avait trouvé un riche prieur venant de tenir siège de rentes ou bien quelque marchand gantois qui conduisait sur ses mules des toiles ou draperies flamandes. Quelquefois par grâce spéciale, il était loisible au marchand gantois de racheter ses denrées à prix d’or et à beaux deniers comptants. À l’aide de ce négoce « Messire d’Oisy et ses gens d’armes estoient gouvernés et estoffés comme princes et quand ils se mettoient sur la voie, tout le pays trembloient en sa présence »

- En 1092, il élève un château à Sauchy. Les chroniques en font un repaire de brigands.

- En 1094, il construit le château de Rumilly, Busignies, d’Oisy et de Bousies, ils seront détruits par l’archidiacre Gaucher[14].

- Le Château détruit par Liébert se releva bientôt aussi fier qu’auparavant et l’évêque Gaucher, dans sa grande expédition qu’il fit en 1095 contre les châteaux du pays, ce qui lui valut la sympathie des Cambrésiens, retrouva le fort d’Oisy debout et oppresseur comme avant sa ruine. « Il fit assailli, dit Jean du Chastiel, le château d’Oisy, qui estoit très fort de murs, le print et le rasa tout par terre, car moult dommage était au Pays[15]. »